# За статевою ознакою
«За статевою ознакою» (англ. On the Basis of Sex) — біографічна драма 2018 року про життя феміністки, культурної ікони та судді Верховного суду США Рут Бейдер Гінзбург.

## Сюжет
Першокурсниця Гарвардської школи права Рут Гінзбург на час хвороби свого чоловіка Мартіна, студента другого курсу, починає відвідувати та конспектувати його лекції, водночас піклуючись про маленьку доньку Джейн. Через кілька років Мартіна запрошують на роботу в Нью-Йорк. Рут змушена закінчувати навчання в Колумбійській школі права. Жодна юридична компанія не приймає на роботу Рут Гінзбург через те, що вона жінка. Вона влаштовується в Рутгертську школу права, викладаючи курс «Статева дискримінація та закон».
У 1970 Гінзбург хоче створити прецедент, щоб змінити закони, які базуються на різниці за статевою ознакою. Вона починає готуватися до справи Чарлза Моріца. За допомогою юристка звертається до Мела Вулфа з Американської спілки захисту громадянських свобод, а також адвокатки Дороті Кенйон, але вони вважають справу програшною. Гінзбург не відступає. Вона погоджується, щоб у суді Мартін доводив аргументи щодо податкового законодавства, а вона — щодо гендерного нерівноправ'я. Апеляційний суд одностайно приймає рішення на користь Моріца.

## У ролях
| Актор               | Роль                     |
| ------------------- | ------------------------ |
| Фелісіті Джонс      | Рут Бейдер Гінзбург      |
| Армі Гаммер         | Мартін Д. Гінзбург       |
| Джастін Теру        | Мел Вульф                |
| Сем Вотерстон       | Ірвін Грісволд           |
| Кеті Бейтс          | Дороті Кенйон            |
| Джек Рейнор         | Джеймс Бозарт            |
| Кейлі Спені         | Джейн Гінзбург           |
| Стівен Рут          | професор Браун           |
| Кріс Малкі          | Чарлз Моріц              |
| Артур Голден        | доктор Вайленд Лідбеттер |
| Рут Бейдер Гінзбург | камео                    |

## Створення фільму

### Виробництво
Виробництво фільму почалось у вересні 2017 року. Зйомки проходили в Монреалі, Канада.

### Знімальна група
- Кінорежисер — Мімі Ледер
- Сценарист — Деніел Стіплмен
- Кінопродюсер — Джонатан Кінг, Роберт Корт
- Композитор — Майкл Данна
- Кінооператор — Майкл Греді
- Кіномонтаж — Мішель Тесоро
- Художник-постановник — Нельсон Коатс
- Артдиректор — Реймонд Дюпі, Камілл Парент, Паола Рідолфі
- Художник-декоратор — Еммануель Боєс, Соня Венн
- Художник-костюмер — Айсіс Муссанден
- Підбір акторів — Вікторія Томас[5]

## Сприйняття
Фільм отримав переважно схвальні відгуки. На сайті Rotten Tomatoes оцінка стрічки становить 73 % на основі 225 критичних відгуків (середня оцінка 6,5/10) і 72 % від аудиторії із середньою оцінкою 3,6/5 (1 600 голосів). Фільму зарахований «стиглий помідор» від кінокритиків та «попкорн» від глядачів, Internet Movie Database — 6,7/10 (8 255 голосів), Metacritic — 59/100 (40 відгуків критиків) і 6,0/10 (37 відгуків від аудиторії).